# گودگل چویل
گودگل چویل، روستایی در دهستان رودزیر بخش علا شهرستان صیدون در استان خوزستان ایران است.

## جمعیت
بر پایه سرشماری عمومی نفوس و مسکن در سال ۱۳۹۵، جمعیت این روستا برابر با ۲۰۰ نفر (۴۷ خانوار) بوده‌است.